# Ковалёвка (Костанайская область)
Ковалевка (каз. Ковалев) — упраздненное село в Сарыкольском районе Костанайской области Казахстана. Входило в состав сельского округа Лесной.Упразднено в 2017 г . Код КАТО — 396247400.

## Население
В 1999 году население села составляло 155 человек (76 мужчин и 79 женщин). По данным переписи 2009 года, в селе проживало 12 человек (7 мужчин и 5 женщин).